# Claude Lochy
Claude Lochy, né à Herblay le 21 avril 1929 et mort dans le 7e arrondissement de Lyon le 17 octobre 1991, est un comédien, dramaturge et compositeur français.

## Biographie
Claude Lochy est, avec Alain Mottet et Robert Gilbert puis Isabelle Sadoyan et Jean Bouise l'un des premiers compagnons de route de Roger Planchon, rencontré dans le cours d'art dramatique de Suzette Guillaud. Ensemble ils fondent, en 1952, le Théâtre de la Comédie de Lyon puis, en 1957, le Théâtre de la Cité de Villeurbanne qui deviendra en 1972 le Théâtre national populaire. Il écrit pour la jeune compagnie Les Chemins clos, donné au Théâtre des Célestins en 1949, participe à l'adaptation du Faust de Christopher Marlowe en 1950, compose la musique des spectacles, assiste Planchon à la mise en scène, joue dans la plupart des productions du Théâtre de la Comédie, du Théâtre de la Cite et du TNP.
En 1985, il joue Mille francs de récompense de Victor Hugo avec la compagnie de Pierre Meyrand et Arlette Téphany, écrit en 1986 la musique de La Hobereaute de Jacques Audiberti, données au Théâtre des Célestins. En 1989, il est pensionnaire de la Comédie-Française où il joue dans La Vie de Galilée (Bertolt Brecht) et Le Mariage de Figaro (Beaumarchais) sous la direction d'Antoine Vitez.
Depuis 1971, il partage sa carrière de comédien entre le théâtre, la télévision et le cinéma. Au cinéma il tient les rôles de Villeneuve dans Les Camisards de René Allio et de Duval dans Trois milliards sans ascenseur de Roger Pigaut (1972). On le voit également dans Verdict d'André Cayatte en 1974.
Il est l'auteur, en 1970, de la musique de Galilée pour Jean-Roger Caussimon.

## Filmographie
- Les Nouvelles Aventures de Vidocq - Les banquiers du crime de Marcel Bluwal (le directeur du bagne) en 1971,
- La Mort d'un enfant de Jean-Louis Muller (Brouzet) en 1974,
- Les Procès témoins de leur temps - Une semaine sainte de Jean Cazenave (le pasteur Simmler) en 1978,
- Ursule Mirouët de Marcel Cravenne (Maître Dionis) en 1981,
- L'Affaire Marie Besnard de Yves-André Hubert (le président) en 1986,
- À corps et à cris de Josée Dayan (Pierre Raymond) en 1989,
- Années de plumes, années de plomb de Nicolas Ribowski (Sarrault) en 1991.

## Théâtre
- 1950 : Bottines et collets montés d'après Eugène Labiche et Georges Courteline, mise en scène Roger Planchon, Théâtre de la Comédie de Lyon
- 1950 : Faust Hamlet d'après Thomas Kyd et Christopher Marlowe, mise en scène Roger Planchon, Théâtre de la Comédie de Lyon
- 1951 : La Nuit des rois de William Shakespeare, mise en scène Roger Planchon, Théâtre de la Comédie de Lyon
- 1952 : Les Joyeuses Commères de Windsor de William Shakespeare, mise en scène Roger Planchon, Théâtre de la Comédie de Lyon
- 1952 : La vie est un songe de Pedro Calderón de la Barca, mise en scène Roger Planchon, Théâtre de la Comédie de Lyon
- 1952 : Claire de René Char, mise en scène Roger Planchon, Théâtre de la Comédie de Lyon
- 1953 : Les Aventures de Rocambole de Lucien Dabril, mise en scène Roger Planchon, Théâtre de la Comédie de Lyon
- 1953 : Le Sens de la marche d'Arthur Adamov, mise en scène Roger Planchon, Théâtre de la Comédie de Lyon
- 1953 : Liliom de Ferenc Molnár, mise en scène Roger Planchon, Théâtre de la Comédie de Lyon
- 1954 : La Bonne Âme du Se-Tchouan de Bertolt Brecht, mise en scène Roger Planchon, Festival de Lyon, Théâtre de la Comédie de Lyon
- 1954 : La Cruche cassée d'Heinrich von Kleist, mise en scène Roger Planchon, Théâtre de la Comédie de Lyon
- 1954 : Édouard II de Christopher Marlowe, mise en scène Roger Planchon, Théâtre de la Comédie de Lyon
- 1955 : Amédée ou Comment s'en débarrasser d'Eugène Ionesco, mise en scène Roger Planchon, Théâtre de la Comédie de Lyon
- 1955 : Victor ou les enfants au pouvoir de Roger Vitrac, mise en scène Roger Planchon, Théâtre de la Comédie de Lyon
- 1956 : Aujourd'hui ou Les Coréens de Michel Vinaver, mise en scène Roger Planchon, Théâtre de la Comédie de Lyon
- 1958 : George Dandin de Molière, mise en scène Roger Planchon, Théâtre de la Cité de Villeurbanne
- 1958 : La Bonne Âme du Se-Tchouan de Bertolt Brecht, mise en scène Roger Planchon, Théâtre de la Cité de Villeurbanne
- 1959 : Les Trois Mousquetaires d'Alexandre Dumas, mise en scène Roger Planchon, Théâtre de l'Ambigu
- 1960 : Les Âmes mortes de Nicolas Gogol, mise en scène Roger Planchon, Théâtre de la Cité de Villeurbanne, Odéon-Théâtre de France
- 1960 : Les Trois Mousquetaires d'Alexandre Dumas, mise en scène Roger Planchon, Festival de Baalbeck, Festival d'Édimbourg
- 1961 : Les Trois Mousquetaires d'Alexandre Dumas, mise en scène Roger Planchon, Festival de Vienne
- 1962 : La Remise de Roger Planchon, mise en scène de l'auteur, Théâtre de la Cité de Villeurbanne
- 1962 : Tartuffe de Molière, mise en scène Roger Planchon, Théâtre de la Cité de Villeurbanne
- 1963 : Les Trois Mousquetaires d'Alexandre Dumas, mise en scène Roger Planchon, Moscou, Théâtre de la Cité de Villeurbanne
- 1963 : George Dandin de Molière, mise en scène Roger Planchon, Théâtre de la Cité de Villeurbanne
- 1964 : Le Tartuffe, mise en scène de Roger Planchon, Odéon-Théâtre de France[3]
- 1964 : Troïlus et Cressida de William Shakespeare, mise en scène Roger Planchon, Odéon-Théâtre de France
- 1964 : La Vie imaginaire de l'éboueur Auguste Geai d'Armand Gatti, mise en scène Jacques Rosner, Odéon-Théâtre de France
- 1964 : Schweik dans la Seconde Guerre mondiale de Bertolt Brecht, mise en scène Roger Planchon, Théâtre de la Cité de Villeurbanne
- 1965 : Patte blanche de Roger Planchon, mise en scène Jacques Rosner, Théâtre de la Cité de Villeurbanne
- 1966 : Richard III de William Shakespeare, mise en scène Roger Planchon, Festival d'Avignon
- 1966 : George Dandin de Molière, mise en scène Roger Planchon, Festival d'Avignon, tournée
- 1967 : Richard III de William Shakespeare, mise en scène Roger Planchon, Théâtre de la Cité de Villeurbanne
- 1967 : Tartuffe de Molière, mise en scène Roger Planchon, Festival d'Avignon
- 1967 : Bleus, blancs, rouges ou les libertins de Roger Planchon, mise en scène de l'auteur, Théâtre de la Cité de Villeurbanne, Festival d'Avignon
- 1969 : L'Infâme de Roger Planchon, mise en scène de l'auteur, Théâtre de la Cité de Villeurbanne
- 1970 : L'Infâme de Roger Planchon, mise en scène de l'auteur, Théâtre Montparnasse, tournée
- 1972 : Le Massacre à Paris de Christopher Marlowe, mise en scène Patrice Chéreau, TNP Villeurbanne
- 1972 : La Langue au chat de Roger Planchon, mise en scène de l'auteur et Gilles Chavassieux, Théâtre du Gymnase, Maison de la Culture de Reims, TNP Villeurbanne, Théâtre de Nice
- 1973 : Toller de Tankred Dorst, mise en scène Patrice Chéreau, TNP Villeurbanne
- 1973 : Par-dessus bord de Michel Vinaver, mise en scène Roger Planchon, TNP Villeurbanne
- 1973 : Le Tartuffe de Molière, mise en scène Roger Planchon, TNP Villeurbanne
- 1974 : Toller de Tankred Dorst, mise en scène Patrice Chéreau, Théâtre national de l'Odéon
- 1974 : Folies bourgeoises de Roger Planchon, mise en scène de l'auteur, Comédie de Saint-Étienne
- 1975 : A.A. Les Théâtres d'Arthur Adamov mise en scène Roger Planchon, TNP Villeurbanne
- 1976 : Folies bourgeoises de Roger Planchon, mise en scène de l'auteur, Théâtre de la Porte-Saint-Martin
- 1976 : Gilles de Rais de Roger Planchon, mise en scène de l'auteur, TNP Villeurbanne
- 1976 : Le Tartuffe de Molière, mise en scène Roger Planchon, Maison de la culture de Nanterre
- 1977 : Gilles de Rais de Roger Planchon, mise en scène de l'auteur, Théâtre national de Chaillot
- 1977 : Péricles, prince de Tyr de William Shakespeare, mise en scène Roger Planchon, TNP Villeurbanne
- 1978 : Antoine et Cléopâtre de William Shakespeare, mise en scène Roger Planchon, TNP Villeurbanne, Maison de la culture de Nanterre
- 1978 : Péricles, prince de Tyr de William Shakespeare, mise en scène Roger Planchon, Maison de la culture de Nanterre
- 1980 : Dom Juan de Molière, mise en scène Roger Planchon, TNP Villeurbanne, Théâtre national de l'Odéon
- 1981 : L'Été dernier à Tchoulimsk d'Alexandre Vampilov, mise en scène collective Jean Bouise, Colette Dompietrini, Claude Lochy, Isabelle Sadoyan, Philippe Léotard, TNP Villeurbanne
- 1985 : Mille francs de récompense de Victor Hugo, mise en scène Arlette Téphany, Théâtre des Célestins
- 1987 : Dialogue des Carmélites de Georges Bernanos d'après Gertrud von Lefort, Raymond Leopold Bruckberger, Philippe Agostini, mise en scène Gildas Bourdet, Comédie-Française : à l'Opéra de Lille, au Théâtre de la Porte-Saint-Martin
- 1988 : Tête d'or de Paul Claudel, mise en scène Aurélien Recoing, Comédie-Française au Théâtre national de l'Odéon
- 1989 : Un bon patriote ? de John Osborne, mise en scène Jean-Paul Lucet, Théâtre national de l'Odéon
- 1989 : Le Mariage de Figaro de Beaumarchais, mise en scène Antoine Vitez, Comédie-Française
- 1990 : La Vie de Galilée de Bertolt Brecht, mise en scène Antoine Vitez, Comédie-Française
- 1991 : La Nuit de l'iguane de Tennessee Williams, mise en scène Brigitte Jaques, Comédie-Française au Théâtre d’Ivry